# The Age of Hell
Albums de Chimaira
The Infection
(2009)
The Age of Hell est le sixième album studio en date du groupe de metalcore américain Chimaira. L'album est sorti le 16 août 2011 sous le label E1 Music et c'est Chris Harris (Hatebreed, Murderdolls) qui a été choisi pour le mixage. Le morceau "Born In Blood" constitue le premier duo de Chimaira : Mark Hunter chante avec Phil Bozeman, du groupe de deathcore Whitechapel.

## Listes des Morceaux
1. "The Age Of Hell" - 3:32
2. "Clockwork" - 3:43
3. "Losing My Mind" - 4:57
4. "Time Is Running Out" - 4:13
5. "Year Of The Snake" - 3:41
6. "Beyond The Grave" - 4:54
7. "Born In Blood (feat. Phil Bozeman)" - 4:08
8. "Stoma" - 1:28
9. "Powerless" - 4:31
10. "Trigger Finger" - 3:54
11. "Scapegoat" - 4:32
12. "Samsara" - 6:12